# 山﨑浩子
山﨑 浩子（やまさき ひろこ、1960年1月3日 - ）は、日本の新体操指導者、元選手、タレント、スポーツライター。身長154cm。血液型はB型。

## 来歴

### 少女期
鹿児島県揖宿郡山川町（現・指宿市）に生まれる。3人姉妹の末っ子として育つ。3歳の時、小学校の国語教師の父親が教頭として種子島に赴任するのに伴い引っ越した。姉2人は、厳格で亭主関白だった父親を敬遠していた。一方、末っ子だった山崎は父親に甘え、父親も猫可愛がりした。教師の子ゆえに贔屓されていると虐められていたが、母親からは「苛めるより虐められるほうがいい。どんな生き方をしてもいいが、人に迷惑だけはかけるな」と言われていた。

### 中学～高校時代
スポーツ万能な姉に対し山崎は運動音痴だったが、入学した鹿児島純心女子高等学校で新体操の演技を見て入部を決める。厳しい指導で知られる女性監督の下で、1日の休みもない合宿生活が1年中続き、練習でミスをすれば体罰を受け掃除に心がこもっていないと叱られる日々だった。その厳しい指導をする監督から優しい言葉をかけられた大会で団体優勝。敢えて厳しく鍛えた真意に気付き絶対的な信頼を置いた。

### 短大～大学時代
1978年4月、東京女子体育短期大学に入学し、短大卒業後に東京女子体育大学の第3学年に編入。全日本選手権では、1980年から1984年まで“個人総合5連覇”を達成し、“新体操人気の火付け役”となった。1979年、世界選手権大会（ロンドン）個人総合で20位。1981年、世界選手権大会（ミュンヘン）個人総合で12位。1983年、世界選手権大会（ストラスブール）個人総合で34位。
1983年7月、実父が死去。
1984年8月、ロサンゼルスオリンピック個人総合で8位入賞し、この出場を最後に引退した。

### 選手引退後
現役を引退後、芸能活動のほかスポーツライターとして活動。芸能活動がアマチュア規定に触れたため、新体操の業界に戻れないと言われていたが、子供たちを指導するうちに新体操スクールを作りたいと思うようになった。大学3年生のときに知り合った友人T子と2人で有限会社の新体操スクールを設立。1988年4月、体育館を所有する企業との共同経営で子供を対象とした「NSP山崎浩子新体操スクール」を開校した。
1988年夏のソウルオリンピックではリポーターを務めた。
TBSテレビの人気番組『クイズダービー』に斉藤慶子の後継として約2年10か月（1985年4月〜1988年2月）の間レギュラーとして起用された。8代目2枠の解答者として出演した。正答率は2割7分6厘（平均2勝6敗ペース）だった。
1992年8月25日、ソウルで行われた統一教会（現・世界平和統一家庭連合）の合同結婚式に参加。1993年4月21日、TBSホールで記者会見を開き、入信している統一教会を脱会する意向を表明。
アテネオリンピック強化委員会新体操強化副本部長を務め、競技の解説をした。その後、財団法人日本体操協会理事に就任。2004年春には北京オリンピック委員会新体操強化本部長に就任してフェアリージャパンを率いて、新体操の再生を図った。JOC新体操強化本部長に就任以降は、フェアリージャパンの指導者として指揮を奮う。その一方で、新体操強国であるロシア連邦モスクワ市にフェアリージャパンの強化を目的に選手及び指導者も活動拠点を移した。
2023年10月23日、ベストへア2023 60代の部を受賞した。

## 統一教会騒動

### 統一教会に入会
1988年夏、友人T子の自宅に女性2人が訪問。その後、T子は手相や字画を見るという男性から印鑑を買った。山崎はT子の話を聞いて興味を持ち、この男性と会う。
1989年1月、再度会った席で言われた「今が転換期」との言葉に共感し3本120万円の印鑑を買った。その頃は成長願望が強かったこともあり男性に紹介された自己啓発センターのビデオ学習を受け始め、ある日見たビデオの「人類はサタン（悪魔）の子」との言葉にショックを受けたが、今はメシア（再臨主）が来る時代とのメッセージを聞いて救われた気持ちになった。講義では、メシアとは統一教会（現・世界平和統一家庭連合）の創始者の文鮮明であると告げられる。山崎が大学4年生だった頃に教会の勧誘が盛んになり始め、高価な壺を買った新体操部員がいて問題になっていた。また教会の合同結婚式の写真を見て立腹していたこともあり、その教会の講義を受けていることに怒りを覚えたが、友人Tに諭されて受講を続けるうちに教会の教義である統一原理にのめり込む。付き合っている相手がいたが、人類の罪を清算するためには神が選ぶ相手と結婚する必要があるという統一原理を学ぶうちに罪の意識に苛まれるようになり、交際を解消した。山崎は文鮮明について何も知らず見た目も気に入らなかったが、迫害を甘んじて受け入れたという文と高校で新体操部のために尽くした監督を重ね合わせるうちに文を信じる気持ちになった。真冬の水行をこなし、多くの先祖たちが救われるならと考え多額の献金を行った。

### 1990年～1993年にかけて
1990年冬、文鮮明の子・興進の墓参りなどのため韓国を訪問。
1991年夏、この年に合同結婚式（祝福）が行われることを知る。祝福は神の審判とも呼ばれ、かつては仕事を辞め自己を投げうつ献身者と呼ばれる信者しか受けることができなかったという。そのような苦しい経験がないまま祝福を受けることに恐怖を感じ、1週間の断食に挑戦し成功。その後知り合った男性から好意を伝えられたが、祝福を受ける以外に救われる道はないとの思いから関係を絶つ。合同結婚式は延期になった。
1992年3月14日、屋久島に一人で住む母親が死去。享年59。母の死をきっかけにためらっていた祝福を受ける決心をする。夏に行われる合同結婚式に参加することが6月25日発売の週刊文春で報じられる。同日夜、記者会見を開き、入信の動機などについて答えるとともに、文鮮明が選ぶ相手ならどんな人物でもいいと述べた。この会見は全国の教会員から絶賛されたが、親戚からは結婚を猛反対された。
同年6月30日、教団から連絡があり、指定されたホテルオークラの一室に行くと、日本統一教会の神山威会長と原理研究会の大塚克己会長のほか一人の男性がいた。「浩子さん、この人があなたの相対者」と神山が言った。それが大和証券に務める、当時28歳の勅使河原秀行であった。山崎はその場で結婚を了承。断ることは当初から考えていなかった。
同年8月24日、合同結婚式に参加する女優の桜田淳子、バドミントン選手の徳田敦子とともに文鮮明・韓鶴子夫妻に面会した。翌25日にソウルオリンピックスタジアムで行われた合同結婚式に3万組の新郎新婦とともに参加した。教会に批判的な報道が続いた影響で講演などの仕事が減り、経済的に苦しくなる。教会からは入籍を促されていたが、一番上の姉（以下、N子とする）の頼みもあり母親の一周忌を過ぎてからと決めた。
同年9月下旬、N子は日本基督教団西尾教会の杉本誠牧師に連絡をとり、「2人の妹が統一教会に入っています。助け出したいのですが」と告げた。N子のすぐ下の妹（以下、K子とする）は、結婚後に入信した者が夫婦で文鮮明の祝福を受ける「既成祝福」に参加しており、夫も信者であった。教団側が必死に止めにかかるのは容易に想像がつき、杉本は当初、山崎を脱会させることは無理だと感じていた。その後しばらくして姉妹の救出はK子から行った方がよいと助言をした。しかしK子の夫の両親が「勝手にやってください」という態度であったため、同年の末、N子は「浩子の救出を先にしたい。どうか力を貸してください」と絞り出すような声で杉本に電話をした。翌1993年2月半ば、杉本は山崎の説得を引き受ける覚悟を決め、当時滋賀県にいた清水与志雄牧師に協力を仰いだ。
同年11月5日発売の「週刊文春」11月12日号に、タレントの飯星景子が統一教会を脱会したと告白する手記が掲載された。手記には、父親の飯干晃一の必死の説得を受けて棄教したことが綴られていた。山崎はこの記事を知ったとき、「お父さんが悲惨な末路をたどるんじゃないかと思って、かわいそうになった」という。
1993年3月6日、N子の家で勅使河原の両親とN子夫婦が初めて顔を合わせる。教会への批判や指摘に終始したまま勅使河原の家族が帰る。その後、墓のことで話があるとやって来た叔父夫婦が結婚について別の場所で話し合いたいと持ちかけた時には、これが教会で聞かされてきた拉致・監禁だと気付き涙が止まらなかったが、逃げてはいけないと考え従う。連れて来られたのはマンションの一室だった。宮崎県に住んでいた叔父夫婦は仕事を辞めて名古屋まで赴いた。
同年3月14日、山崎とN子は母親の命日を迎える。夜、N子が「私が牧師さんとつながっているのは知っているよね」と言うと、山崎は布団にもぐりこんだまま、黙ってうなずいた。3月15日朝、山崎はN子に「牧師を呼んでほしい」と言った。同日夕方、杉本と清水はマンションを訪れ、山崎と初めて面会した。16日と17日は清水が話し合いの場に赴いた。18日から5日間、山﨑と杉本は話し合いを続けた。教祖と女性信者が性交渉する「血分け」の詳細を聞かされると、山崎は激しく泣いた。教会の統一原理がキリスト教とは相容れないことや文鮮明の経歴や教会のルーツの嘘、自身がマインドコントロールされていたことに気付き脱会を決意。
1993年4月21日午前7時過ぎ、港区赤坂のTBSホールで記者会見を開催。46日ぶりに報道陣に姿を見せ、入信している統一教会を脱会する意向を表明した。
その後、友人T子も牧師に会って話を聞き脱会を決意。山崎は新体操スクールのスタッフや生徒の親からコーチ復帰を歓迎されたが職を辞した。勅使河原には牧師に会ってほしいと手紙を出していたが願いは伝わらず、8月に別れを告げた。なお、勅使河原は2022年9月22日、統一教会が安倍晋三銃撃事件後から3回目となる会見を都内の本部で開催した際に「教会改革推進本部本部長」との肩書で約30年ぶりにマスコミの前に姿を現した。

## 著書
- 『山崎浩子の楽しい新体操』ISBN 978-4338085090 (1990年10月) 小峰書店
- 『失敗という名のレッスン』ISBN 978-4062067577（1994年2月）講談社
- 『愛が偽りに終わるとき』文藝春秋、1994年3月15日。ISBN 978-4163489001。
- 『引退―終わらない夢』ISBN 978-4870993617（2000年7月）枻出版社
- 『山崎浩子の新ボディ改革 ―新体操エクササイズで体脂肪ダウン！』ISBN 978-4072341810（2002年10月）主婦の友社
- 『コーディネーション・エクササイズ - スポーツ種目別』（共著）ISBN 978-4915873140（2004年9月）全国書籍出版
- 『センス―スポーツを楽しむには"優れた感性"が必要だ』ISBN 978-4777902316（2004年12月）枻出版社
- 『筋トレより軸トレ! 運動のトリセツ』日経BP、2022年7月14日。ISBN 978-4296112845。

## 主なテレビ出演
- クイズダービー（TBS） - 8代目2枠レギュラー
- 邦ちゃんのやまだかつてないテレビ（フジテレビ）
- ジャンクSPORTS（フジテレビ） - 不定期出演
- 進め!電波少年(日本テレビ系列)ゲスト出演

## CM
- 資生堂ミュウ（1986年～1987年）
- ブラザーミシン
- メッコール（新体操ver.）（1990年）